# Cathy Claret
Cathy Claret, (Nimes, 1963, França) és una compositora, productora, multiinstrumentista i cantant autodidacta radicada a Espanya.

## Biografia
Va viure durant la seva infància en més de 29 llocs diferents, al llarg de tres continents diferents, per aquest motiu li marqués el seu caràcter nòmada.
Va començar la seva carrera musical amb el maxi El color (Virgin, 1987), per treure posteriorment Porqué, por qué (Virgin, 1988), produït per Ben Rogan, productor de Sade. Després li van seguir Cathy Claret (1989) i Soleil y Locura (1991) produïts, compostos i tocats per Cathy. Les seves cançons es van versionar en diversos idiomes i sobretot en japonès.
Raimundo Amador va popularitzar un tema Bolloré que va compondre Cathy i va publicar en el seu segon disc, Soleil i locura, canviant-li l'«o» per la «e», per rebatejar-la com Bolleré que més tard gravaria amb B.B. King i que posteriorment va incloure aquest en el seu àlbum His definitive hits. També Kiko Veneno va adaptar la seva cançó Esperanza en el disc La Família Pollo.
També va fundar, al costat de Pascal Comelade, la Orchestra Bel Canto Orchestra amb qui va gravar 8 discos com a instrumentista.
La seva música ha aparegut en les bandes sonores de diverses pel·lícules com a Cendres del paradís amb Cecilia Roth, Sam suffit amb Rossy de Palma, o Altres dies vindran amb Cecilia Roth).
L'any 2000 va publicar La Chica del Viento (Subterfuge, 2000) col·laborant amb ella Rafael Amador (Pata Negra) per a les presentacions. Més tard va gravar Sussurando (Subterfuge, 2003), on va treure a relluir el seu costat més bossa, i finalment va gravar Sambisarane (Subterfuge, 2005), una revisió en clau electrònica de les cançons més conegudes de la seva discografia, més dues inèdites, que va ser a càrrec de Henrik Takkenberg (productor i fundador de Chambao).
En el 2007 va publicar Gypsy Flower (Subterfuge/Universal). Un disc més salvatge, segons les seves pròpies paraules, amb un so més cru que els anteriors. Amb col·laboracions de Finley Quaye, Hook Herrera i Jerónimo, una de les joves promeses a la guitarra flamenca.
El gener del 2016 es va publicar el seu nou disc, Solita por el mundo. De nou s'envolta de col·laboracions destacables com; Nouvelle vague, Pascal Comelade, Bebe i Rossy de Palma.

## Discografia
- ¿Por qué, por qué?, 1987
- Cathy Claret, 1989
- Soleil y locura, 1991
- La chica del viento, 2000
- Sussurando, 2003
- Sambisarane, 2005
- Lo Mejor De Cathy Claret, 2006
- Gypsy Flower, 2007
- Solita por el mundo, 2015